# Người dẫn chương trình
Người dẫn chương trình (hay còn gọi là MC theo cách gọi tắt từ tiếng Anh: Master of Ceremonies) theo nghĩa thông thường trong tiếng Việt được hiểu là người dẫn dắt khán thính giả trong một buổi trình diễn và được xem là nghiệp vụ thuộc về nghệ thuật giải trí.
Tuy nhiên, theo nghĩa rộng hơn thì người dẫn chương trình là người nói trước công chúng, lôi cuốn sự chú ý của công chúng hướng về họ để dẫn dắt công chúng tương tác và hòa nhập vào một sự kiện nào đó, bất kể nó là sự kiện giải trí hay về lễ nghi, bất kể là nó xảy ra trên truyền hình hay ở ngoài đời thực. Tùy vào vai trò của họ mà có những danh xưng khác nhau, bao gồm: điều phối viên (hướng dẫn các hoạt động thuộc về lễ nghi), hoạt náo viên (dẫn dắt và làm cho không khí sôi động, tưng bừng lên), phát thanh viên hoặc xướng ngôn viên (truyền đạt nội dung của một chương trình đã có kịch bản được biên tập), MC truyền hình (chủ trì một cuộc thi trên truyền hình, trò chơi truyền hình, truyền hình thực tế hay talk show), video jockey hay VeeJay - VJ (người giới thiệu các bài hát, video clip trên kênh truyền hình ca nhạc)...
Biên tập viên (news presenter) và thông tín viên (reporter) tin tức, bản tin thời sự trên sóng truyền hình tuy cũng được xếp vào nhóm người dẫn chương trình nhưng họ có nghiệp vụ chuyên môn thuộc về truyền thông báo chí chứ không phải nghệ thuật giải trí. Hướng dẫn viên du lịch, phát ngôn viên của tổ chức, thuyết trình viên và diễn giả mặc dù nói trước công chúng, nhưng họ không được xem là người dẫn chương trình.

## Lịch sử
Vào thập niên 1970 và thập niên 1980, thuật ngữ MC ở phương Tây có liên hệ với dòng nhạc hip-hop, và là từ để chỉ người mà bây giờ thường được gọi là "rapper". Khi ấy, người ta còn coi MC là viết tắt của những cụm từ tiếng Anh như: microphone controller, mic checka, music commentator và moves the crowd. Việc không thống nhất trong cách viết tắt này có thể là nguyên nhân khiến người dẫn chương trình ngày nay đảm đương nhiều nhiệm vụ hơn thế, không chỉ là dẫn chương trình mà thôi. Ví dụ: giới thiệu những người biểu diễn, nói và giao lưu với khán thính giả; chủ trì một buổi lễ, một cuộc họp... Ở một số quốc gia khác, người dẫn chương trình còn có trách nhiệm biên tập chương trình và chính mình giới thiệu, dẫn dắt cho chương trình đó.
Người đầu tiên nghĩ ra chữ MC để nói về người dẫn chương trình là MC Việt Thảo (Việt Nam)  của trung tâm Vân Sơn vào khoảng thập niên 90.

## Kỹ năng cơ bản
Một số kỹ năng cơ bản, tạm liệt kê như sau: 
- "Tiếng nói sân khấu" chứng tỏ là người dẫn chương trình đang phát âm chuẩn cho một nhóm hay một thế hệ nào đó.
- "Nghệ thuật diễn cảm" chứng tỏ là người dẫn chương trình đã tạo được cảm xúc cho khán thính giả theo sự biến đổi âm điệu trong lúc nói.
- "Phong cách sân khấu" chứng tỏ trình độ hiểu biết của người dẫn chương trình về cách phục trang, và quan trọng hơn hết là về tư thế đúng đắn khi xuất hiện trước công chúng (cũng như những cử chỉ diễn đạt bằng tay, bằng mắt, nét mặt biểu cảm mang nét riêng của nghệ thuật dẫn chương trình)
- "Nghệ thuật biên soạn lời dẫn" chứng tỏ là người dẫn chương trình biết cách khai thác đề tài, điều sẽ nói trong chương trình, và cách sử dụng ngôn từ.
- "Phương pháp phối hợp" hướng dẫn cách phối hợp giữa hai hay nhiều người dẫn chương trình sao cho hoà quyện, nhịp nhàng.
- Ngoài ra còn một số kỹ năng khác, chẳng hạn như giao lưu trên sân khấu, và nghệ thuật sử dụng ngôn từ hài hước.

Có 8 chữ vàng trong nghiệp vụ dẫn chương trình: "Chính xác - Linh hoạt - Truyền cảm - Nhiệt tình". Tám chữ vàng này cũng là yêu cầu của nghiệp vụ. Chính xác về thông tin. Linh hoạt về ứng xử tình huống. Truyền cảm về diễn đạt. Nhiệt tình xuất phát từ tinh thần trách nhiệm.